# Jan Euzebiusz Chmielewski
Jan Euzebiusz Chmielewski (ur. 16 grudnia 1863 w Święcianach, zm. 1939 w Warszawie) – polski lekarz, neurolog, psychiatra. 

## Życiorys
Urodził się 16 grudnia 1863 w Święcianach, w rodzinie Karola Chmielewskiego. W 1888 otrzymał dyplom lekarza. Przez 24 lata, do I wojny światowej, praktykował w Odessie, w tamtejszym szpitalu miejskim, jako kierownik oddziału chorób nerwowych i psychicznych. Być może kierował również szpitalem w Limanie Kujalnickim. Po powrocie do Polski osiadł w Warszawie, pracował w Ubezpieczalni Społecznej nr 1. Przed II wojną światową był radcą ministerialnym w Ministerstwie Pracy i Opieki Społecznej. 
W 1939 podczas oblężenia Warszawy popełnił razem z żoną samobójstwo. 

## Prace
- K kazuistikie diegienieratiwnych psichozow. Arch Psichiatrii, Newrołogii i Sudiebnoj Psichopatołogii (1896).
- Nieskolko nabljudienij nad snotwornim dziejstwiem trionala, chloraloza i somnala. Medicinskoje Obozrienije (1895).
- O leczeniu spraw syfilitycznych rdzenia na Limanie Kujalnickim. Odessa, 1903.
- O leczeniu chorób nerwowych na Limanie Kujalnickim (pod Odessą). Odessa, 1904.
- Gruźlica a układ nerwowy. Nowiny Lekarskie 34, 8, s. 295–298 (1922).
- Stan psychiczny chorych na gruźlicę. Nowiny Lekarskie 11–12, s. 743–752 (1923).
- Pierwsze lata korporacji studentów Polaków w Kijowie: (r. 1884–1892) : garść wspomnień. Instytut Józefa Piłsudskiego Poświęcony Badaniu Najnowszej Historii Polski w Warszawie, Warszawa 1939.

## Ordery i odznaczenia
- Złoty Krzyż Zasługi (19 stycznia 1929)[2]
- Medal Niepodległości (23 grudnia 1933)[3]